# Arturo Fernández Meyzán
Arturo Fernández Meyzán (San Vicente de Cañete, 3 de febrero de 1906-Lima, 27 de noviembre de 1999) fue un futbolista y director técnico peruano. Jugaba en la posición de defensa. Fue el hermano mayor de Lolo Fernández, máximo ídolo del Club Universitario de Deportes.

## Trayectoria
Arturo Fernández nació el 3 de febrero de 1906 en la Hacienda Hualcará en la localidad de San Vicente de Cañete. Fue el mayor de los ocho hijos que tuvieron el matrimonio formado por Tomás Fernández Cisneros (administrador de la hacienda) y Raymunda Meyzán (ama de casa). Estudió la primaria en la Escuela Fiscal n.º 1510 de Hualcará. Tras pasar casi toda su niñez en Cañete, fue enviado a Lima para que continuara con sus estudios en el Colegio Nacional Nuestra Señora de Guadalupe.

## Selección nacional
Fue internacional con la selección de fútbol del Perú en dieciocho ocasiones. Debutó en la selección el 13 de enero de 1935, en un encuentro ante la selección de Uruguay válido por el Campeonato Sudamericano de ese año, que finalizó con victoria para los uruguayos por marcador de 1-0.

### Participaciones en Copas del Mundo
| Mundial                        | Sede    | Resultado    |
| ------------------------------ | ------- | ------------ |
| Copa Mundial de Fútbol de 1930 | Uruguay | Primera fase |

### Participaciones en Juegos Olímpicos
| Juegos Olímpicos                | Sede     | Resultado        |
| ------------------------------- | -------- | ---------------- |
| Juegos Olímpicos de Berlín 1936 | Alemania | Cuartos de final |

### Participaciones en el Campeonato Sudamericano
| Campeonato                   | Sede      | Resultado    |
| ---------------------------- | --------- | ------------ |
| Campeonato Sudamericano 1935 | Perú      | Tercer lugar |
| Campeonato Sudamericano 1937 | Argentina | Sexto lugar  |
| Campeonato Sudamericano 1939 | Perú      | Campeón      |

## Clubes

### Como futbolista
| Club                      | País  | Año       |
| ------------------------- | ----- | --------- |
| Ciclista Lima             | Perú  | 1926-1930 |
| Universitario de Deportes | Perú  | 1930-1940 |
| Colo-Colo                 | Chile | 1940-1941 |

### Como entrenador
| Club                      | País | Año       |
| ------------------------- | ---- | --------- |
| Universitario de Deportes | Perú | 1941-1949 |
| Selección del Perú        | Perú | 1948-1950 |
| Deportivo Municipal       | Perú | 1952-1953 |
| Universitario de Deportes | Perú | 1954-1955 |
| Selección del Perú        | Perú | 1956      |
| Universitario de Deportes | Perú | 1956-1957 |
| Ciclista Lima             | Perú | 1965      |

## Palmarés

### Como futbolista

#### Campeonatos nacionales
| Título                       | Club                      | País  | Año  |
| ---------------------------- | ------------------------- | ----- | ---- |
| Campeonato Peruano de Fútbol | Universitario de Deportes | Perú  | 1934 |
| Campeonato Peruano de Fútbol | Universitario de Deportes | Perú  | 1939 |
| Primera división de Chile    | Colo-Colo                 | Chile | 1941 |

### Copas internacionales
| Título                         | Equipo             | País | Año  |
| ------------------------------ | ------------------ | ---- | ---- |
| Oro en los Juegos Bolivarianos | Selección del Perú | Perú | 1938 |
| Campeonato Sudamericano        | Selección del Perú | Perú | 1939 |

### Como entrenador

#### Campeonatos nacionales
| Título                       | Club                      | País | Año  |
| ---------------------------- | ------------------------- | ---- | ---- |
| Campeonato Peruano de Fútbol | Universitario de Deportes | Perú | 1941 |
| Campeonato Peruano de Fútbol | Universitario de Deportes | Perú | 1945 |
| Campeonato Peruano de Fútbol | Universitario de Deportes | Perú | 1946 |
| Campeonato Peruano de Fútbol | Universitario de Deportes | Perú | 1949 |

## Curiosidades
El trío de hermanos Fernández Meyzán, conformado por Arturo, Eduardo y Teodoro, fueron los primeros familiares en obtener un título en Universitario de Deportes. Arturo y Lolo celebraron juntos seis títulos. En 1934 y 1939 como compañeros de equipo, luego en 1941, 1945, 1946 y 1949 Arturo festejó como entrenador, mientras que Teodoro continuaba haciéndolo desde el gramado de juego. Eduardo también fue partícipe de dos campeonatos al lado de sus carnales, en los años de 1945 y 1946.